# Shikigami

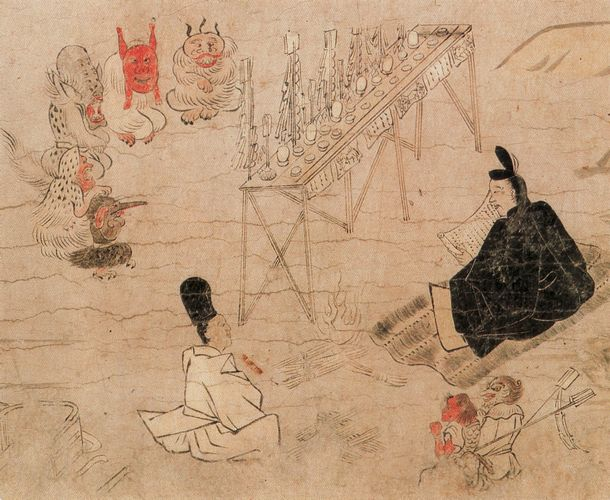
Abe no Seimei et ses shikigami avant une réunion des esprits démoniaques, XIVe siècle, emaki Fudo Rieki Engi (不動利益縁起).

Les shikigami (式神) sont des sortes d'esprits invoqués pour servir un adepte du onmyōdō, à l’instar des familiers en Occident.
Les shikigami ne peuvent être vus par la plupart des gens, mais selon les onmyōji de la période Heian, qui seraient capables de les contrôler, les shikigami ressemblaient souvent à quelque chose comme un oni (sorte de troll japonais) de la taille d’un enfant.
Bien qu'invisibles, les shikigami pouvaient supposément, sous les ordres de l’onmyōji, prendre une gamme de formes humaines ou animales, posséder ou enchanter les gens et même provoquer des blessures physiques ou la mort.
On croyait à l’époque, que le célèbre onmyōji, Abe no Seimei, était particulièrement adroit dans la manipulation des shikigami, leur faisant même accomplir divers travaux autour de sa demeure. On disait aussi que les Douze Généraux célestes étaient parmi les shikigami qu'il employait.

## Culture populaire
- Dans la série des jeux Touhou, Yukari Yakumo possède un shikigami, Ran Yakumo, laquelle possède aussi son shikigami, Chen.
- Dans le manga Ghost Hunt, le personnage nommé Lin contrôle cinq shikigami grâce à son sifflement.
- Dans le manga Onmyou Taisenki, les personnages invocateurs contrôlent des shikigami pour combattre grâce à des Drive.
- Dans le manga Mahō sensei, Negima! (Negima ! Le maître magicien ou Magister negi magi, Negima!), les magiciens du Kansai, comme Setsuna Sakurazaki, élève de la classe de Negi, et Kotarô Inugami, un chien hanyou (demi-inugami), utilisent des shikigami pour se battre.
- Dans le manga Shaman King, Hao Asakura, un onmyōji, protège un livre contenant son savoir en scellant deux puissants shikigami, Zenki et Kouki. Ce sont deux oni qu'il a vaincus dans le passé et qui désormais le servent fidèlement. Plus tard, Anna Kyōyama, une itako, vainc ces deux shikigami et en prend le contrôle.
- Dans le manga Kamisama Hajimemashita (Divine Nanami), Nanami, le personnage principal, possède un shikigami ayant l'apparence d'un singe. Ce dernier a également une forme humaine.
- Dans le manga Twin Star Exorcists, certains onmyôji plus puissants que les autres ont été reconnus par les shikigami originaux et font donc partie des Douze Généraux Célestes.
- Dans la série des jeux Shin Megami Tensei, Shikigami est un personnage récurrent.
- Dans la série de light novels Monogatari, l'aberration Yotsugi Ononoki s'apparente à un shikigami, et sa maîtresse, Yozuru Kagenui, à un onmyoji.